# غيديون أدلون
غيديون أدلون هي ممثلة أمريكية ولدت في 30 مارس 1997.

## أعمال

### أفلام
- فتاة ميلر (2024)

## روابط خارجية
غيديون أدلون على موقع IMDb (الإنجليزية)
- غيديون أدلون على موقع ألو سيني (الفرنسية)
- غيديون أدلون على موقع قاعدة بيانات الفيلم (الإنجليزية)